# G. J. Huber
Gilbert Jacob Huber (Crete (Illinois), 9 de dezembro de 1891 - Palm Springs (Califórnia), 1º de janeiro de 1970), mais conhecido como G. J. Huber, foi um empresário dos Estados Unidos da América com atuação nos setores editorial e gráfico no Brasil.  .
Veterano da I Guerra Mundial, tornou-se gerente de vendas da R. H. Donnelley, editora de listas telefônicas, em Filadélfia. Em seguida, foi convidado pela Companhia Telefônica Brasileira (CTB) para estudar a confecção de guias telefônicos no Brasil. Huber dirigiu o departamento de listas da CTB até fundar, em 10 de setembro de 1947, uma empresa autônoma, a Listas Telefônicas Brasileiras S.A. (LTB).
A empresa começou suas atividades como fornecedora dos guias telefônicos do Rio de Janeiro  e passou a produzir guias para quase todo o país. A editora se expandiu para o setor de publicações especializadas e formou um grupo empresarial que incluía uma gráfica e três editoras.
Em 30 de setembro de 1957, "O Velho" (como era chamado) retirou-se das atividades empresariais. Seu filho Gilberto Huber, nascido em São Paulo, assumiu seu lugar nos negócios, dando origem ao Grupo Gilberto Huber.
Falecido em 1º de janeiro de 1970 em Palm Springs, G. J. Huber foi sepultado em 5 de janeiro de 1970 em Palm Desert, Califórnia. 